# Asian Sevens Series Femenino 2023
El Asian Sevens Series Femenino de 2023 fue la vigésimo tercera temporada del circuito de selecciones nacionales femeninas asiáticas de rugby 7.

## Calendario
| Torneo                         | Ciudad  | Fecha              | Campeón |
| ------------------------------ | ------- | ------------------ | ------- |
| Seven Femenino de Incheon 2023 | Incheon | 26 - 27 de agosto  | Japón   |
| Seven Femenino de Bangkok 2023 | Bangkok | 14 - 15 de octubre | Japón   |

## Tabla de posiciones
| Pos | País       | KOR | THA | Puntos |
| --- | ---------- | --- | --- | ------ |
| 1   | Japón      | 12  | 12  | 24     |
| 2   | China      | 10  | 8   | 18     |
| 3   | Hong Kong  | 7   | 10  | 17     |
| 4   | Tailandia  | 8   | 7   | 15     |
| 5   | Kazajistán | 5   | 5   | 10     |
| 6   | Singapur   | 4   | 2   | 6      |
| 7   | Malasia    | 1   | 4   | 5      |
| 8   | Filipinas  | 2   | 1   | 3      |

| Bandera de Japón |
| Campeón Japón    |
| 9º título        |